# Кумлозен
Кумлозен (нем. Cumlosen) — община в Германии, в земле Бранденбург.
Входит в состав района Пригниц. Подчиняется управлению Ленцен-Эльбталауэ.  Население составляет 809 человек (на 31 декабря 2010 года). Занимает площадь 21,85 км².
Коммуна подразделяется на 3 сельских округа.
| Год  | Население |
| ---- | --------- |
| 2005 | 897       |
| 2010 | 835       |